# Heiner Brand

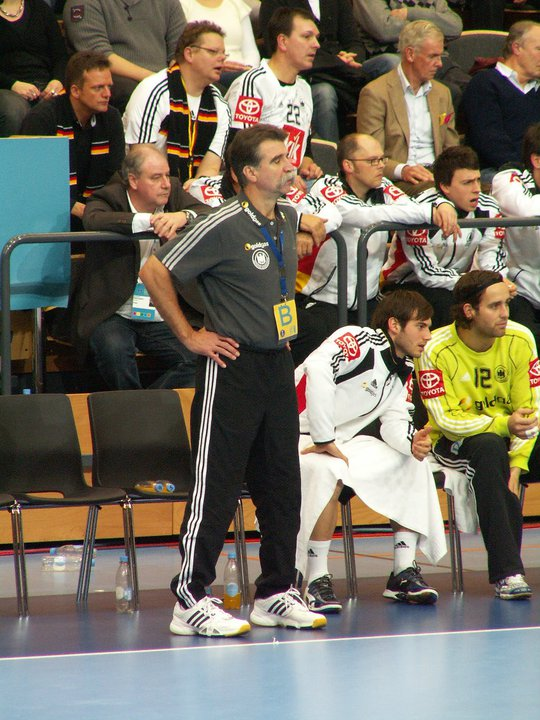
Heiner Brand als Bundestrainer während der WM 2011

Heiner Brand (* 26. Juli 1952 in Gummersbach) ist ein ehemaliger deutscher Handballspieler und -trainer. Er war von 1997 bis 2011 Bundestrainer der deutschen Männer-Handballnationalmannschaft. Von 2011 bis 2015 war er Manager beim Deutschen Handballbund für die Bereiche Nachwuchsförderung und Sponsoren. Zudem hält er Vorträge u. a. über Teambildung.
Er war durch den Titelgewinn bei der Weltmeisterschaft 2007 in Deutschland der erste Handballer, der als Spieler und Trainer Handballweltmeister der Herren wurde. Sein Markenzeichen ist der Walrossbart. 

## Karriere als Spieler
Heiner Brand trat im Alter von sieben Jahren dem VfL Gummersbach bei. Mit ihm wurde er sechsmal Deutscher Meister (1973, 1974, 1975, 1976, 1982 und 1983) und holte viermal den DHB-Pokal (1977, 1978, 1982 und 1983); ebenso war der VfL Gummersbach mit ihm auf internationaler Ebene erfolgreich: Europapokalsieger der Pokalsieger 1978 und 1979, Europapokalsieger der Landesmeister 1974 und 1983, Supercupgewinner 1979 und 1983 sowie IHF-Pokalsieger 1982.
Brand war auch in der Nationalmannschaft erfolgreich, er erzielte in insgesamt 130 Länderspielen 222 Tore, davon eins per Siebenmeter. 1976 wurde Brand Olympiavierter, 1978 mit der Nationalmannschaft Weltmeister. Seine ersten beiden Länderspieltore erzielte er in seinem ersten Spiel für Deutschland am 1. Juli 1974 in Cholon gegen Island.

## Karriere als Trainer
Heiner Brand war lange Zeit Trainer beim VfL Gummersbach (1987–91 und 1994–96). Zwischendurch trainierte er die SG Wallau/Massenheim (1992–94). Bereits vor seiner Zeit als Vereinstrainer war er Co-Trainer der deutschen Nationalmannschaft (1984–87); diese trainierte er ab dem 1. Januar 1997. Anfang des neuen Jahrtausends führte er die Nationalmannschaft an die Weltspitze. Nach einer Vize-Europameisterschaft 2002 und einer Vize-Weltmeisterschaft 2003 gewann die DHB-Auswahl 2004 die Europameisterschaft und holte im selben Jahr bei den Olympischen Spielen in Athen die Silbermedaille. Seinen größten Erfolg errang Brand aber im Januar und Februar 2007, als er mit dem DHB-Team die Handball-WM im eigenen Land gewann.
Am 24. Oktober 2007 wurde Heiner Brands Vertrag als Trainer der Nationalmannschaft mit dem DHB bis zum 30. Juni 2013 verlängert. Am 16. Mai 2011 wurde jedoch bekannt, dass Heiner Brand vom Amt des Bundestrainers am 30. Juni 2011 zurücktreten wird. Dem vorangegangen waren ein zehnter Platz bei der EM 2010 und ein elfter Platz bei der Weltmeisterschaft 2011 und damit die schlechteste Platzierung in der WM-Geschichte der deutschen Nationalmannschaft. Als Grund für den Rücktritt nannte Brand anhaltende Auseinandersetzungen mit Trainern und Vereinsoffiziellen der Handball-Bundesliga, zum Beispiel um die Einführung einer Quote für den Einsatz deutscher Handballer in Ligaspielen. Brand wiederum war von Spielern und Trainerkollegen im Vorfeld des Rücktritts mangelnde Selbstkritik vorgeworfen worden.
Am 1. Juli 2011 wurde Martin Heuberger Nachfolger von Heiner Brand. Heuberger war seit 1. November 2004 Assistent von Heiner Brand und Co-Trainer der deutschen Handballnationalmannschaft.

## Erfolge als Trainer

### Verein
- 1988: Deutscher Meister mit VfL Gummersbach
- 1991: Deutscher Meister mit VfL Gummersbach
- 1993: Deutscher Meister mit SG Wallau/Massenheim
- 1993: DHB-Pokalsieger mit SG Wallau/Massenheim
- 1993: Finalteilnahme: Europapokal der Landesmeister mit SG Wallau/Massenheim
- 1994: DHB-Pokalsieger mit SG Wallau/Massenheim

### Nationalmannschaft
- 1984: Silbermedaille bei den Olympischen Spielen in Los Angeles als Co-Trainer
- 1998: Supercup-Gewinn
- 1998: Bronzemedaille bei der Europameisterschaft in Italien
- 2001: Supercup-Gewinn
- 2002: Silbermedaille bei der Europameisterschaft in Schweden
- 2003: Silbermedaille bei der Weltmeisterschaft in Portugal
- 2004: Goldmedaille bei der Europameisterschaft in Slowenien
- 2004: Silbermedaille bei den Olympischen Spielen in Athen
- 2007: Goldmedaille bei der Weltmeisterschaft in Deutschland
- 2009: Supercup-Gewinn

## Außerhalb des Sports
- 2009 wurde Brand von der SPD zum Mitglied der Bundesversammlung gewählt. Er wollte sich allerdings im Vorfeld nicht darauf festlegen, die SPD-Kandidatin Gesine Schwan zu wählen.[9]
- Brand nahm 2009 an einer Werbekampagne der Initiative Neue Soziale Marktwirtschaft teil.[10]
- Heiner Brand ist Mitglied des Kuratoriums der DFL Stiftung.[11]
- Brand, der noch während seiner aktiven Zeit ein Betriebswirtschaftsstudium in Köln als Diplom-Kaufmann[12] abgeschlossen hat,[13] ist außerdem unternehmerisch tätig, indem er die von seinem Vater gegründete Versicherungsagentur in Gummersbach weiterführt. Er ist verheiratet und hat einen Sohn und eine Tochter, fünf Enkelkinder und lebt in seiner Geburtsstadt Gummersbach (Stand Juli 2022).[14] Seine älteren Brüder Klaus und Jochen waren ebenfalls deutsche Handballnationalspieler.
- Brands Sohn Markus gewann zusammen mit seiner Frau Inka bereits je zweimal die Auszeichnung Kennerspiel des Jahres (2012, 2017) und den Deutschen Kinderspiele Preis (2009, 2011) sowie einmal den Deutschen Spiele Preis (2012). Auch seine Enkel Lukas und Emely wurden für ihr Spiel Mogel Motte 2012 mit dem Deutschen Kinderspiele Preis ausgezeichnet.

## Ehrungen

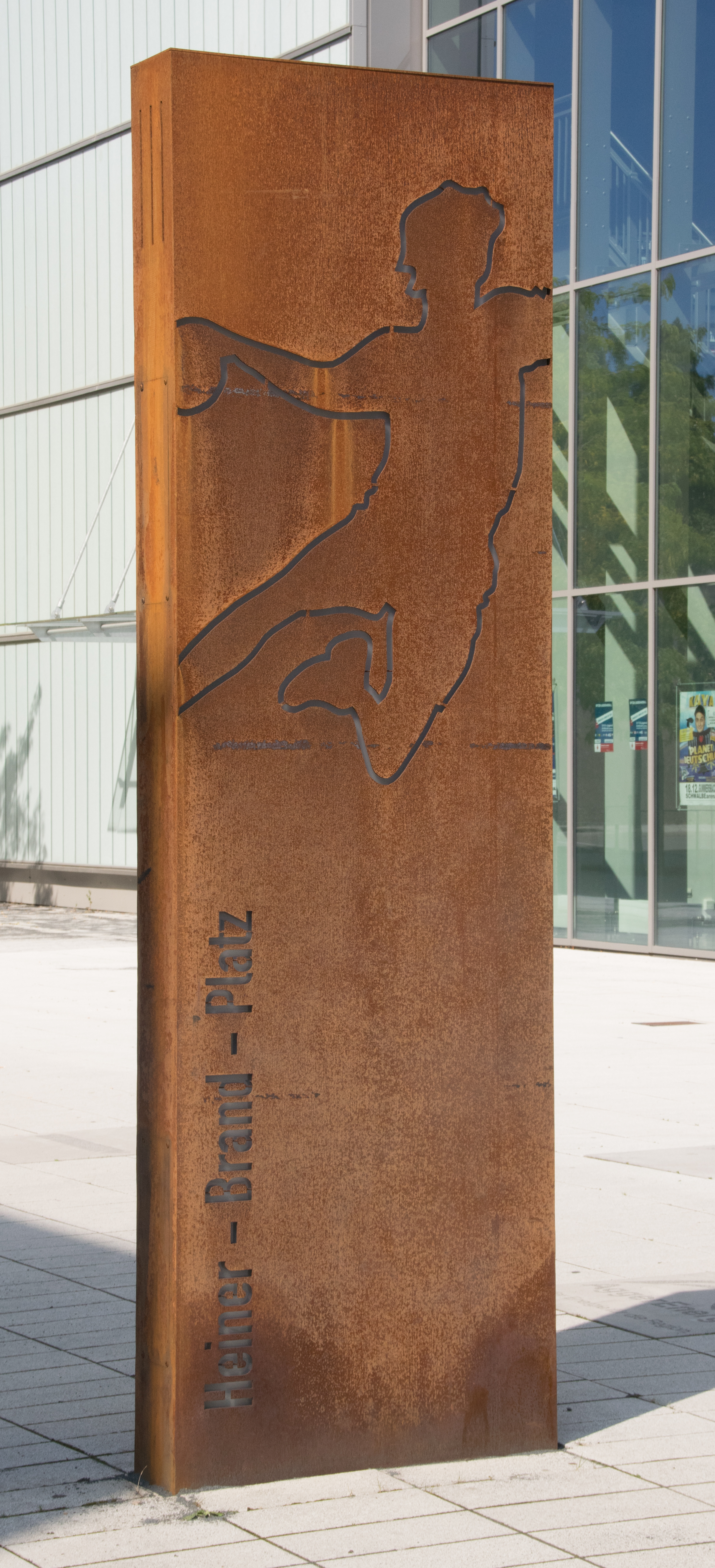
Stele am Heiner-Brand-Platz in Gummersbach

- 1978 Mannschaft des Jahres (Spieler der Nationalmannschaft)
- 1983 Mannschaft des Jahres (Spieler des VFL Gummersbach)
- 7-mal Handball-Trainer des Jahres (1998, 2002, 2003, 2004, 2006, 2007, 2008)
- 30. September 2004: Silberne Stadtmedaille der Stadt Gummersbach in Sonderprägung für seine herausragenden Verdienste um den Handballsport
- Dezember 2005: Sonderpreis des Landessportbundes Nordrhein-Westfalen (LSB) für sein „Lebenswerk im Sport“ im Rahmen der Veranstaltung „NRW Sportler des Jahres 2005“ im Olympia- und Sportmuseum Köln
- Mai 2007: Aufnahme in die Hall of Fame des deutschen Sports
- 2007: Verdienstorden des Landes Nordrhein-Westfalen
- Verleihung des Ehrentitels „Bart des Jahres 2007“
- 18. April 2007 Ehrenring der Stadt Gummersbach
- 15. Mai 2007: Bundesverdienstkreuz am Bande
- 2007: „Trainer des Jahres“ von Nordrhein-Westfalen – „Felix“[15]
- 2007: Die Goldene Sportpyramide
- 2007: Mannschaft des Jahres (Trainer der Nationalmannschaft)
- 2007: Trainer des Jahres (DOSB)
- 2007: Silbernes Lorbeerblatt
- 2011: Joachim-Deckarm-Preis
- 2013: Benennung des Vorplatzes der Schwalbe-Arena als Heiner-Brand-Platz[16]

## Schriften
- mit Frank Schneller: InTeam. Wero-Press Pfaffenweiler 2004, ISBN 3-937588-03-5. (Eine Biografie über Heiner Brand)
- mit Frank Schneller: Auf meine Art. Verlag die Werkstatt Göttingen 2007, ISBN 978-3-89533-573-0.
- mit Jörg Löhr: Projekt Gold. Verlag Gabal Offenbach 2008, ISBN 978-3-89749-797-9.
- Mein Spiel, mein Stil. Philippka-Sportverlag Münster 2008, ISBN 978-3-89417-166-7. (Handballlehrbuch)
- mit Martin Heuberger, Klaus-Dieter Petersen und Ute Lemmel: Rahmentrainingskonzeption des Deutschen Handballbundes: Für die Ausbildung und Förderung von Nachwuchsspielern. Philippka-Sportverlag, 2009, ISBN 978-3-89417-183-4.

## Filmdokumentation
- Mitwirkung in: Fallwurf Böhme – Die wundersamen Wege eines Linkshänders von Heinz Brinkmann, Erzähler: Wolfgang Winkler, 90 Minuten, DVD, Basis-Film Verleih GmbH, Berlin, Vertrieb: KNM Home Entertainment GmbH 2016